# Kälberloch
La Kälberloch è una pista sciistica situata ad Altenmarkt-Zauchensee, in Austria. Sul pendio, che si snoda sul Gamskogel, si tengono gare della Coppa del Mondo di sci alpino.

## Tracciato
L'inizio della pista si trova a 2.176 metri sul livello del mare, nei pressi della cima del Gamskogel. La discesa inizia con il tratto detto Startschuss, dove si raggiunge una pendenza massima del 70%. Seguono i passaggi detti Gamsfeld, Schikane, Hot Air e Jägersprung, che si trovano nella parte più dolce del pendio. Dopo lo Jägersprung si passa nei pressi del Gamskogelhütte, dove si unisce una pista a destra. Seguono il Kälberloch-Einfahrt (ingresso a Kälberloch), il Wasserschloss (castello sull'acqua), la Kompr Wasserschloss (compressione del castello d'acqua) e la Panoramakurve (curva panoramica). Dopo la Panoramakurve arrivano l'Unterbergweg (strada di montagna bassa), il Lerchwald (bosco di Lerch), il Lercheneck (collo di Lerch), il Schmalzleiten-Einfahrt (ingresso alla strada di campagna) e la Schmalzleiten (strada di campagna), che è la sezione più pianeggiante del percorso. Seguono la Tischboden (piattaforma del tavolo) e lo Zielsprung (salto della porta), dopo il quale di giunge al traguardo

## Albo d'oro

### Uomini

#### Discesa libera
| Data                               | Competizione | Primo              | Secondo          | Terzo         |
| ---------------------------------- | ------------ | ------------------ | ---------------- | ------------- |
| Coppa del Mondo di sci alpino 2002 | 6 marzo 2002 | Stephan Eberharter | Ambrosi Hoffmann | Hannes Trinkl |

#### Supergigante
| Data                               | Competizione | Primo        | Secondo      | Terzo              |
| ---------------------------------- | ------------ | ------------ | ------------ | ------------------ |
| Coppa del Mondo di sci alpino 2002 | 7 marzo 2002 | Didier Cuche | Fritz Strobl | Alessandro Fattori |

### Donne

#### Discesa libera
| Data                               | Competizione    | Prima                       | Seconda          | Terza                       |
| ---------------------------------- | --------------- | --------------------------- | ---------------- | --------------------------- |
| Coppa del Mondo di sci alpino 1990 | 8 dicembre 1990 | Katharina Gutensohn         | Petra Kronberger | Kerrin Lee                  |
| Coppa del Mondo di sci alpino 1998 | 18 gennaio 1998 | Renate Götschl              | Katja Seizinger  | Alexandra Meissnitzer       |
| Coppa del Mondo di sci alpino 2000 | 15 gennaio 2000 | Corinne Rey-Bellet          | Regina Häusl     | Martina Ertl                |
| Coppa del Mondo di sci alpino 2003 | 6 marzo 2002    | Michaela Dorfmeister        | Caroline Lalive  | Mélanie Suchet              |
| Coppa del Mondo di sci alpino 2007 | 13 gennaio 2007 | Renate Götschl              | Dominique Gisin  | Julia Mancuso               |
| Coppa del Mondo di sci alpino 2009 | 18 gennaio 2009 | Dominique Gisin Anja Pärson |                  | Lindsey Vonn                |
| Coppa del Mondo di sci alpino 2012 | 8 gennaio 2011  | Lindsey Vonn                | Anja Pärson      | Anna Fenninger              |
| Coppa del Mondo di sci alpino 2014 | 11 gennaio 2014 | Elisabeth Görgl             | Anna Fenninger   | Maria Riesch                |
| Coppa del Mondo di sci alpino 2016 | 9 gennaio 2016  | Lindsey Vonn                | Larisa Yurkiw    | Cornelia Hütter             |
| Coppa del Mondo di sci alpino 2017 | 15 gennaio 2017 | Christine Scheyer           | Tina Weirather   | Jacqueline Wiles            |
| Coppa del Mondo di sci alpino 2020 | 11 gennaio 2020 | Corinne Suter               | Nicol Delago     | Michelle Gisin              |
| Coppa del Mondo di sci alpino 2022 | 15 gennaio 2022 | Lara Gut                    | Kira Weidle      | Ramona Siebenhofer          |
| Coppa del Mondo di sci alpino 2024 | 13 gennaio 2024 | Sofia Goggia                | Stephanie Venier | Nicol Delago Mirjam Puchner |

#### Supergigante
| Data                               | Competizione     | Prima                 | Seconda               | Terza           |
| ---------------------------------- | ---------------- | --------------------- | --------------------- | --------------- |
| Coppa del Mondo di sci alpino 1991 | 9 dicembre 1990  | Petra Kronberger      | Sigrid Wolf           | Anita Wachter   |
| Coppa del Mondo di sci alpino 1998 | 18 gennaio 1998  | Martina Ertl          | Heidi Zurbriggen      | Mélanie Suchet  |
| Coppa del Mondo di sci alpino 2000 | 16 gennaio 2000  | Renate Götschl        | Tanja Schneider       | Regina Häusl    |
| Coppa del Mondo di sci alpino 2002 | 7 marzo 2002     | Michaela Dorfmeister  | Alexandra Meissnitzer | Hilde Gerg      |
| Coppa del Mondo di sci alpino 2005 | 11 dicembre 2004 | Alexandra Meissnitzer | Lucia Recchia         | Tina Maze       |
| Coppa del Mondo di sci alpino 2012 | 9 gennaio 2011   | Lara Gut              | Lindsey Vonn          | Dominique Gisin |
| Coppa del Mondo di sci alpino 2016 | 10 gennaio 2016  | Lindsey Vonn          | Lara Gut              | Cornelia Hütter |
| Coppa del Mondo di sci alpino 2022 | 16 gennaio 2022  | Federica Brignone     | Corinne Suter         | Ariane Rädler   |
| Coppa del Mondo di sci alpino 2024 | 12 gennaio 2024  | Cornelia Hütter       | Kajsa Vickhoff Lie    | Lara Gut        |
| Coppa del Mondo di sci alpino 2024 | 14 gennaio 2024  | Lara Gut              | Cornelia Hütter       | Mirjam Puchner  |

#### Slalom speciale
| Data                               | Competizione     | Prima            | Seconda        | Terza           |
| ---------------------------------- | ---------------- | ---------------- | -------------- | --------------- |
| Coppa del Mondo di sci alpino 2005 | 12 dicembre 2004 | Tanja Poutiainen | Marlies Schild | Janica Kostelić |

#### Combinata alpina
| Data                               | Competizione    | Prima             | Seconda        | Terza         |
| ---------------------------------- | --------------- | ----------------- | -------------- | ------------- |
| Coppa del Mondo di sci alpino 2020 | 12 gennaio 2020 | Federica Brignone | Wendy Holdener | Marta Bassino |

#### Supercombinata
| Data                               | Competizione    | Prima                | Seconda              | Terza          |
| ---------------------------------- | --------------- | -------------------- | -------------------- | -------------- |
| Coppa del Mondo di sci alpino 2007 | 14 gennaio 2007 | Julia Mancuso        | Lindsey Vonn         | Marlies Schild |
| Coppa del Mondo di sci alpino 2009 | 17 gennaio 2009 | Lindsey Vonn         | Kathrin Zettel       | Anja Pärson    |
| Coppa del Mondo di sci alpino 2011 | 9 gennaio 2011  | Marie-Michèle Gagnon | Michaela Kirchgasser | Maria Riesch   |